# Estación Gualliguaica
Gualliguaica fue una estación de ferrocarril que se hallaba en la localidad homónima dentro de la comuna de Vicuña, en la Región de Coquimbo de Chile. Fue parte del ramal La Serena-Rivadavia, y actualmente se encuentra inactiva dado que la línea fue levantada.

## Historia
La estación fue una de las construidas para el segundo tramo del ferrocarril que unía La Serena con Rivadavia y que fue inaugurado en 1885 entre las estaciones Marquesa y Vicuña. El edificio definitivo que albergaría a la estación fue construido en 1897.
Enrique Espinoza consigna la estación en 1897, mientras que José Olayo López en 1910 y Santiago Marín Vicuña en 1910 también la incluyen en sus listados de estaciones ferroviarias. La estación se encontraba a una altitud de 500 m s. n. m.
En las cercanías de la estación ocurrió el accidente ferroviario de Gualliguaica de 1971, en la cual un tren proveniente de la estación Vicuña descendió sin control por la vía y desbarrancó en una curva.
La estación fue suprimida mediante decreto del 12 de agosto de 1959. Con el cierre de todos los servicios de la Red Norte de la Empresa de los Ferrocarriles del Estado en junio de 1975, que implicó también el cierre del ramal La Serena-Rivadavia, la estación Gualliguaica fue cerrada y posteriormente vendida. El edificio de la estación fue reconstruido en la ubicación del nuevo pueblo de Gualliguaica luego que este fuera inundado por las aguas del embalse Puclaro desde 1999, y actualmente exhibe en su exterior diversa maquinaria ferroviaria.